# هامورا ۱۴۲۲۶
سیارک ۱۴۲۲۶ (به انگلیسی: 14226 Hamura، نامگذاری:1999XR50) چهارده هزار و دویست و بیست و ششمین سیارک کشف شده‌است که در ۷ دسامبر ۱۹۹۹ کشف شد.
قدر مطلق سیارک برابر ۱۴.۱ است.